# 江藤文夫
江藤文夫（えとう ふみお、1928年2月9日－2005年3月23日）は、日本の映像論、思想・文化評論家、成蹊大学名誉教授。

## 来歴
神奈川県出身。本名は山口欣次。兄は東洋史学者の山口修。
東京大学経済学部卒。美学者中井正一に影響を受けた。『映画芸術』編集部在籍を経て、フリーの評論家。
1971年成蹊大学文学部教授、映像論、思想・文化論を講じた。その間に、山本安英の会やかわさき市民アカデミーなど多くの文化運動に携わった。
1998年成蹊大学を定年退任、名誉教授。

## 著書
- 『見る 現代のコミュニケーション』三一新書、1965
- 『見る雑誌する雑誌』平凡出版、1966
- 『スター そのイメージと本人の間』毎日新聞社、1968
- 『チャップリンの仕事』みすず書房、1989
- 『オウム報道』　かもがわブックレット、1995
- 『チャップリン』岩波ジュニア新書、1995
- 『江藤文夫の仕事』全4巻、影書房、2006-2007。1956年から没時までの著作

## 共編著
- 『現代 レンズとフィルムによる』岡田晋共著　三一新書、1963
- 『講座・コミュニケーション』全6巻　鶴見俊輔/山本明共編　研究社出版、1972-73
- 『歴史を見る目 または歴史における<日常>の発見』藤久ミネ共編　新人物往来社、1976
- 『中江兆民の世界 「三酔人経綸問答」を読む』木下順二共編　筑摩書房、1977
- 『坂本龍馬事典』小西四郎/山本大/宮地佐一郎/広谷喜十郎共編　新人物往来社、1988

## 参考
- デジタル版日本人名大事典: